# Constituția Azerbaidjanului
Constituția Azerbaidjanului (în azeră Azərbaycan konstitusiyası) a fost adoptată la 12 noiembrie 1995 prin referendum. Acest document a fost prima Constituție a Azerbaidjanului independent.
Prima Constituție a Azerbaidjanului independent este formată din 5 capitole, 12 secțiuni și 147 de articole. Aceasta a fost modificată la 24 august 2002 și din nou la 18 martie 2009. Ea are "cea mai mare forță juridică" în Azerbaidjan, conform articolului 147. 
Cele mai recente modificări ale Constituției au fost aprobate în urma referendumului constituțional organizat la 26 septembrie 2016. În 2002, au fost aduse 31 de modificări la 22 de articole; în 2009, 41 de modificări la 29 de articole; iar în 2016, au fost modificate 23 de articole și au fost adăugate 6 articole noi.

## Istoric
Republica Democratică Azerbaidjan, fondată în 1918 și care a existat 23 de luni până în 1920, nu a reușit să adopte o constituție. Prin urmare, istoria elaborării Constituției în Azerbaidjan începe, în general, din perioada în care Azerbaidjanul făcea parte din Uniunea Sovietică. Prima Constituție a RSS Azerbaidjan a fost adoptată în 1921 și a fost în conformitate cu Constituția URSS. Ultima Constituție a RSS Azerbaidjan a fost adoptată la 21 aprilie 1978 și a fost, de asemenea, în conformitate și în forma Constituției URSS.
Azerbaidjanul și-a declarat independența în 1991, iar pregătirea unei noi constituții, care să înlocuiască documentul din 1978, a început în 1992. Adoptarea unei noi constituții a fost amânată în mod repetat de tulburările civile și politice. Până la adoptarea unei noi constituții, documentul fundamental la începutul anilor 1990 a fost Declarația de Independență a Azerbaidjanului din 18 octombrie 1991, pe care autoritățile guvernamentale l-au descris ca fiind baza unei noi constituții.  În timpul acestei perioade interimare, dispozițiile constituției din 1978 erau valabile dacă nu încălcau sau contraziceau Actul de independență. Actul declara că Azerbaidjanul este un stat laic, democratic și unitar, cu egalitatea tuturor cetățenilor în fața legii.  Libertățile consacrate în Declarația Universală a Drepturilor Omului și în alte documente internaționale privind drepturile omului urmau să fie respectate, iar dreptul de a forma partide politice era stipulat. Actul de independență a proclamat, de asemenea, integritatea teritorială a Azerbaidjanului și suveranitatea acestuia asupra întregului său teritoriu.

## Preambul
Preambulul Constituției precizează, pentru „asigurarea prosperității și bunăstării întregii societăți și a fiecărui individ în parte”, că sunt declarate următoarele obiective:
- protecția suveranitatea națională și integritatea teritorială
- o democrație constituțională
- înființarea unei societățI civilE
- un stat laic bazat pe statul de drept
- un „nivel de viață demn” pentru cetățeni și o ordine economică și socială „dreaptă”
- respectarea „valorilor umane universale”, a păcii și a cooperării internaționale

## Capitolul 1, Dispoziții generale

### Secțiunea 1, Puterea populară
Secțiunea 1 stabilește că sursa puterii de stat este poporului azer și unitatea acestuia și prevede că majoritatea problemelor politice trebuie rezolvate prin referendum, definind ca excepție impozitarea, bugetul de stat, amnistia și grațierea. Aceasta stabilește că numai reprezentanții autorizați aleși de popor au dreptul de a reprezenta poporul, de a vorbi în numele poporului și de a face declarații în numele poporului. De asemenea, interzice uzurparea puterii..

### Secțiunea 2, Fundamentele statului
Secțiunea 2 stabilește principiile de bază, scopurile și rolul statului Azerbaidjan, definește șeful statului și conceptele în ceea ce privește forțele militare, proprietatea, resursele naturale, problemele sociale, economice și de dezvoltare, precum și simbolurile statului, principiile relații externe și limba oficială. De asemenea, stabilește bazele religiei și ale statului, unitatea monetară, restricțiile privind departamentele de stat și capitalul. .

## Capitolul 2, Principalele libertăți, drepturi și responsabilități

### Secțiunea 3, Principalele drepturi și libertăți umane și civile
În general, în Constituția Azerbaidjanului există 48 de articole referitoare la principalele drepturi și libertăți civile ale omului. Secțiunea 3 stabilește principalele drepturi și libertăți ale cetățenilor din Azerbaidjan, inclusiv drepturile omului, dreptul de proprietate, drepturile la egalitate în fața legii și drepturile de proprietate intelectuală, drepturile civile și politice, x`drepturile procesual penal, dreptul la grevă, securitatea socială, dreptul de vot și libertatea de exprimare, conștiință și gândire. .

### Secțiunea 4, Obligațiile principale ale cetățenilor
Secțiunea 4 îi obligă pe cetățeni să se supună legilor, să plătească impozite, să arate loialitate și respect față de statul Azerbaidjan și față de simbolurile sale și afirmă că este „datoria fiecărei persoane” să participe la apărarea națională, la protejarea monumentelor naționale și istorice și la protejarea mediului. Conform opiniei Comisiei de la Veneția, ultimele modificări aduse Constituției în cadrul referendumului din septembrie 2016 sunt evaluate ca fiind pași pozitivi în direcția consolidării protecției constituționale a drepturilor omului. Introducerea conceptului de „demnitate umană”, a dreptului la „un tratament conștient, care să excludă arbitrariul”, a trecerii în legea fundamentală a principiului proporționalității în protecția drepturilor omului a fost salutată de comisie..

## Capitolul 3, Puterea de stat

### Secțiunea 5, Puterea legislativă
Secțiunea 5 stabilește Adunarea Națională a Azerbaidjanului (Milli Məclis), atribuțiile și puterile sale. Aceasta definește numărul de deputați, procedura de alegere a deputaților, durata mandatului deputaților, cerințele față de candidații pentru posturile de deputați, sesiunile Adunării Naționale, privarea deputaților de mandatele lor și pierderea atribuțiilor de către deputat, imunitatea deputaților etc.

### Secțiunea 6, Puterea executivă
Secțiunea 6 stabilește funcția de Președinte al Azerbaidjanului și cerințele, îndatoririle, puterile și competențele președintelui, precum și ale cabinetului său. .
Amendamentul din 18 martie 2009 a ridicat limita anterioară de două mandate de cinci ani pentru funcția de președinte, permițându-i președintelui Ilham Aliyev să candideze pentru un al treilea mandat, după ce cel de-al doilea mandat al său s-a încheiat în 2013 (în acest moment, el se află la cel de-al patrulea mandat, după realegerea din 2018)..

### Secțiunea 7, Puterea judecătorească
Secțiunea 7 stabilește sistemul judiciar din Azerbaidjan și Curtea Constituțională și Curtea Supremă..

### Secțiunea 8, Republica Autonomă Nahicevan
Secțiunea 8 stabilește statutul autonom al regiunii Republica Autonomă Nahicevan și legislativul acesteia (Ali Majlis).

## Capitolul 4, Autoguvernarea locală

### Secțiunea 9, Municipalități
Secțiunea 9 stabilește structura de bază a municipalități din Azerbaidjan.

## Capitolul 5, Justiția și legislația

### Secțiunea 10, Sistemul legislativ
Secțiunea 10 afirmă că legea fundamentală are „cea mai mare forță juridică" și că nicio lege sau decret nu o poate contrazice. De asemenea, stabilește sistemul legislativ al țării, bazat pe Constituție, referendumuri, legi, decrete prezidențiale, hotărâri ale guvernului și acte ale organelor executive.

### Secțiunea 11, Modificări în Constituția Republicii Azerbaidjan
Secțiunea 11 stabilește procesul de modificare a Constituției prin referendum și stipulează ce secțiuni din Constituție nu pot fi anulate.

### Secțiunea 12, Completări la Constituția Republicii Azerbaidjan
Secțiunea 12 stabilește procesul de adăugare de dispoziții la Constituție prin referendum.

## Clauze tranzitorii
Clauzele tranzitorii prevăd condițiile de preluare a puterii Constituției și de aplicare a acesteia în ceea ce privește diferitele ramuri ale puterii definite de aceasta.

## Sărbătoarea națională
Ziua Constituției este sărbătorită la 12 noiembrie ca sărbătoare națională..